# لیزری
لیزری (به فرانسوی: Lizeray) یک کمون در فرانسه است که در اندر واقع شده‌است. لیزری ۳۵٫۴۱ کیلومتر مربع مساحت و ۱۰۳ نفر جمعیت دارد و ۱۵۵ متر بالاتر از سطح دریا واقع شده‌است.